# 다이토촌 (사이타마현)
다이토촌(大東村)은 사이타마현 이루마군에 있던 촌이다. 

## 역사
- 1889년 4월 1일 - 정촌제 시행에 의해 이루마군 닛토촌, 오타촌이 성립하였다.
- 1943년 11월 3일 - 닛토촌, 오타촌과 합병해 다이토촌이 되었다.
- 1955년 1월 1일 - 가와고에시에 편입해 소멸하였다.

## 교통

### 철도
- 세이부 철도
  - 신주쿠 선

## 참고문헌
- 角川日本地名大辞典